# Franciszek Kiedrowski
Franciszek Kiedrowski (ur. 1872, zm. 1923) – bydgoski drukarz, księgarz, kupiec, polski działacz narodowy i społeczny.

## Życiorys
Urodził się 2 marca 1872 r. w Koronowie. Był synem Narcyza, młynarza i Albertyny z domu Lemke. Zawodu drukarza i księgarza wyuczył się w Hamburgu. W 1893 r. otworzył w Monachium drukarnię i księgarnię. Około 1900 r. przeprowadził się do Bydgoszczy, gdzie założył drukarnię i księgarnię przy ul. Długiej 23. Zakład ten przez kilka lat był jedyną polską drukarnią w Bydgoszczy, w której drukowano również pisma i ulotki o treści antyniemieckiej. W księgarni sprzedawał polskie książki, sprowadzane m.in. z Warszawy. Z powodu szykan ze strony Niemców zmuszony był sprzedać drukarnię, lecz pozostał nadal właścicielem księgarni, w której handlował również artykułami papierniczymi.
Udzielał się w polskich organizacjach i towarzystwach. Był członkiem zarządu Towarzystwa Przemysłowego, Towarzystwa Kupców (od 1909), należał do Towarzystwa Gimnastycznego „Sokół” i Towarzystwa Śpiewaczego „Halka”. Przyczynił się do powstania Domu Polskiego (1907-1919), a potem aktywnie uczestniczył w organizowanych w tam imprezach.
Był współinicjatorem i współorganizatorem Wystawy Przemysłowej w Bydgoszczy w 1910 roku. Przez wiele lat wchodził do zarządu i rad nadzorczych polskich banków: Przemysłowego i Ludowego.
4 sierpnia 1920 r. został mianowany radnym tymczasowej Rady Miejskiej w Bydgoszczy. Od sierpnia 1922 r. do śmierci wchodził do Rady Miejskiej, będąc także członkiem Zarządu Miejskiej Kasy Oszczędności.
Zmarł 2 stycznia 1923 r. w Bydgoszczy. Został pochowany na cmentarzu Nowofarnym.

### Rodzina
Franciszek Kiedrowski był żonaty z Kazimierą z Kaudulskich. Miał pięcioro dzieci: Janinę Marię (ur. 1901), Aleksandra Kazimierza (ur. 1903), Marię Franciszkę (ur. 1904), Franciszka Antoniego (ur. i zm. 1908), Karolę Helenę (ur. 1909, zm. 1910).

## Upamiętnienie
Jego imię nosi jedna z ulic na osiedlu Niepodległości w Bydgoszczy-Fordonie.